# Església de Santa Anna (Elda)
|  | Per a altres significats sobre altres esglésies sota la mateixa advocació, vegeu «Església de Santa Anna». |

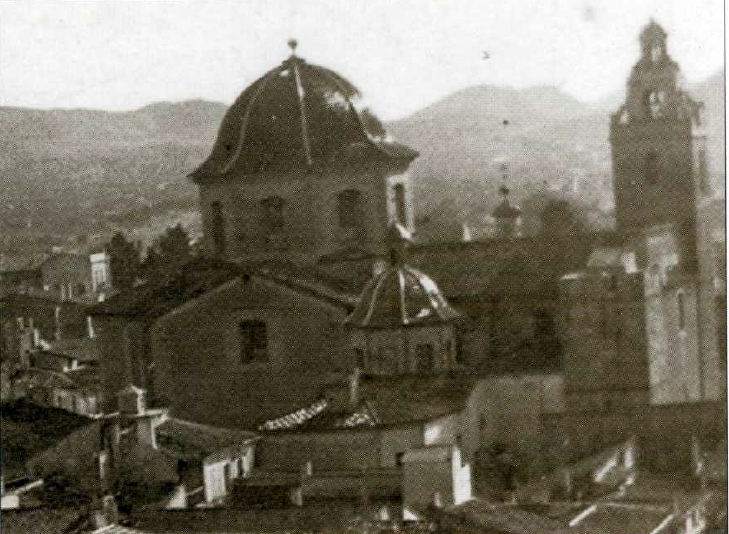
Vista panoràmica de l'antiga Església de Santa Anna d'Elda

L'Església de Santa Anna és la parròquia més antiga d'Elda al Vinalopó Mitjà. Va ser fundada el 1528 sobre les restes d'una mesquita existent, per ordre de Juan Francisco Pérez Calvillo Coloma (II Senyor d'Elda). De planta quadrada, amb el pas del temps es va anar ampliant i s'hi van afegir capelles com la de la Santíssima Verge de la Salut i la del Santíssim Crist del Bon Succés. Tenia una torre campanar d'influència neoclàssica i una altra d'inacabada. Posseïa un retaule major amb talles de l'escultor Jerónimo Esteve Bonet. A més, la Capella del Roser guardava unes pintures de Cristóbal Llorens que dataven del segle xvi. Entre les obres artístiques que van ser pastura de les flames, hi havia una escultura de la Verge realitzada per l'escultor i restaurador oriolà Antonio Perales; olis representant els doctors de l'Església del pintor i escultor fra Antonio de Villanueva qui, a més, va pintar dos llenços col·locats a la capella de la Verge. Però a la desapareguda església hi havia moltes altres obres d'art realitzades per imatgers, tallers de brodat, tallistes de fusta, tallers d'orfebreria i que destacaven, entre altres, Francisco Tormo, en el daurat dels trons; Pedro Juan Begerot, en el brodat dels mantells de la Verge; Francisco Esteban, tallista, o l'orfebre Antonio Martínez.
El temple va ser totalment destruït el 1936 per moviments anarquistes, socialistes i comunistes. L'església va ser saquejada i, posteriorment, incendiada i destruïda. S'hi van perdre ambdues imatges històriques dels Sants Patrons de la ciutat, així com altres diverses talles, retaules, pintures, etc. Així mateix, en aquell esdeveniment va ser assassinat el rector d'aquesta, Luis Abad i altres catòlics practicants, les restes dels quals avui reposen a l'interior.
Una vegada finalitzada la Guerra Civil, va començar a ser reconstruïda a partir de l'any 1939 sobre les restes de l'antiga. Malgrat el fet que es va intentar donar-li una morfologia similar, la seua forma i aspecte no és igual i el valor arquitectònic, tant dels seus interiors com dels seus pòrtics, es va perdre per sempre. Durant la dècada dels anys cinquanta, el rector, José María Amat Martínez, va realitzar una gran labor de reconstrucció amb la posada en marxa de diverses campanyes públiques de recollida de fons per dotar a l'Església de rajoles de marbre, mobiliari, il·luminació, Capelles dels Sants Patrons, entre d'altres. Posteriorment, s'hi han dut a terme diverses remodelacions, com la realitzada per Enrique Garrigós Miquel, en la qual es van afegir balconades laterals i adornaments a la cúpula, i s'hi va crear a més la Capella del Sagrari o el Museu Parroquial.
El 1998 va ser inaugurat el seu Centre Parroquial, a l'esquena de l'església, al carrer José Amat i Sempere, i es va donar eixida a les nombroses activitats que es duen a terme a la parròquia, atès que a la mateixa no es disposava de prou espai.
El 2004 s'hi va realitzar una altra reforma amb motiu de la celebració de l'IV Centenari de l'arribada dels Sants Patrons a la ciutat, i es va repintar íntegrament l'interior del temple, es van canviar les vidrieres de l'altar major, cúpula i nau central i es va substituir la il·luminació. Aquesta última remodelació li va donar a l'església moltíssima esplendor i bellesa, puix les vidrieres noves i la il·luminació han engrandit encara més la bellesa d'aquesta església, aquesta remodelació va ser realitzada sent el rector titular D. José Navarro.